# Estnische Mark

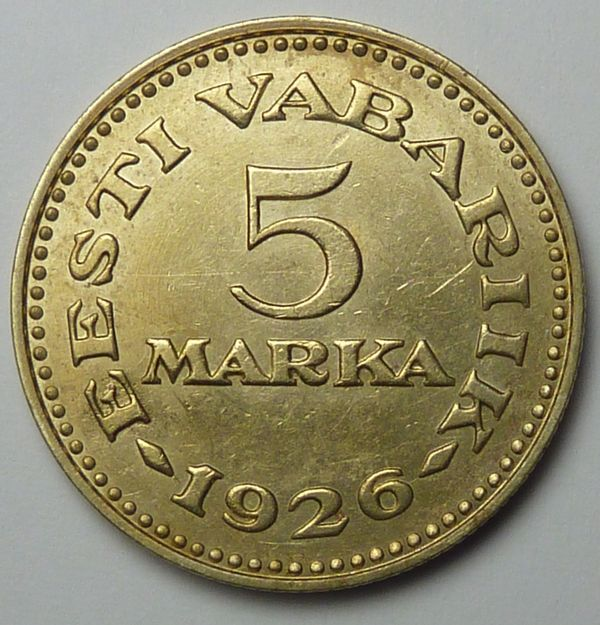
5 Estnische Mark (1926)

Die Estnische Mark (estnisch Eesti mark) war gesetzliches Zahlungsmittel in der Republik Estland vom 30. November 1918 bis zum 1. Januar 1928.

## Geschichte
Die Estnische Mark war zunächst an die deutsche Mark gebunden, die seit der deutschen Besetzung Estlands im Zusammenhang mit dem Ersten Weltkrieg neben dem Russischen Rubel und der finnischen Mark in Estland in Umlauf war. Am 2. Mai 1919 wurde die Estnische Mark einziges gesetzliches Zahlungsmittel in der Republik Estland. Eine Mark entsprachen 100 penni.

## Währungsreform
Mit der Währungsreform am 1. Januar 1928 waren 100 Mark = 1 Estnische Krone. Die neue Währung wurde an die Schwedische Krone gebunden und entsprach 0,4032 Gramm Gold.

## Banknoten

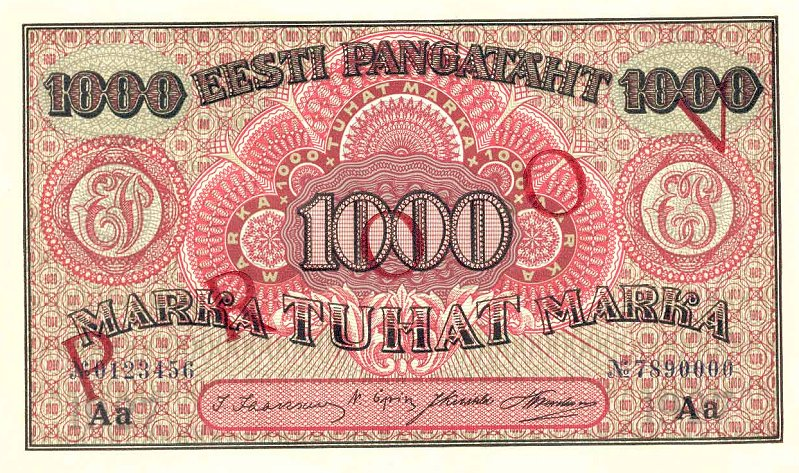
1000 Estnische Mark (1922)

Die estnische Zentralbank (Eesti Pank) gab Banknoten zu 50, 100, 500, 1000 und 5000 Mark aus.
| Nennwert            | Ausgabejahr | Farbe             | Motiv             |
| 50 Estnische Mark   | 1919        | grün              | Weltkugel         |
| 100 Estnische Mark  | 1921        | braun             | zwei Schmiede     |
| 100 Estnische Mark  | 1922        | violett, braun    | Galeone           |
| 500 Estnische Mark  | 1921        | hellgrün, grau    | Ornamente         |
| 1000 Estnische Mark | 1922        | pink, violett     | Hafen von Tallinn |
| 5000 Estnische Mark | 1923        | blau, braun, grün | Bankgebäude       |